# A Sense of Purpose
A Sense of Purpose – dziewiąty studyjny album szwedzkiej melodic death metalowej grupy In Flames. Wydany 4 kwietnia 2008 w Europie nakładem Nuclear Blast, a w Ameryce przez Koch Records 1 kwietnia 2008. Pierwszym singlem z albumu jest The Mirror's Truth, zaś kolejnymi Alias i Delight and Angers. Piosenka "The Chosen Pessimist" zawarta na płycie jest najdłuższym nagraniem zespołu w jego historii. 10 kwietnia 2008 roku album zadebiutował na 1. miejscu szwedzkiego rankingu "Sverigetopplistan" oraz na 28. miejscu Billboard 200.

## Lista utworów
1. The Mirror's Truth – 3:01
2. "Disconnected" – 3:36
3. "Sleepless Again" – 4:09
4. "Alias" – 4:49
5. "I'm the Highway" – 3:41
6. "Delight and Angers" – 3:38
7. "Move Through Me" – 3:05
8. "The Chosen Pessimist" – 8:16
9. "Sober and Irrelevant" – 3:21
10. "Condemned" – 3:34
11. "Drenched in Fear" – 3:29
12. "March to the Shore" – 3:26
13. "Eraser" (W japońskiej edycji płyty) – 3:18
14. "Tilt" (W japońskiej edycji płyty) – 3:45
15. "Abnegation" (W japońskiej edycji płyty) – 3:43

## Twórcy
- Anders Fridén – śpiew
- Jesper Strömblad – gitara
- Björn Gelotte – gitara
- Peter Iwers – bas
- Daniel Svensson – perkusja